# Parafia św. Faustyny Kowalskiej w Łodzi

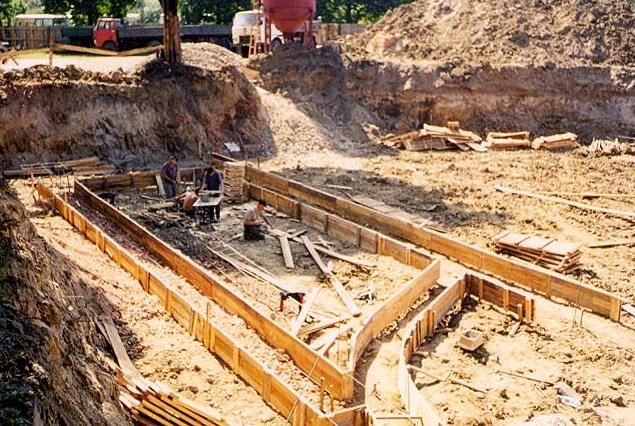
Budowa szalunku pod fundamenty kościoła parafialnego – 1997

Parafia pw. św. Faustyny Kowalskiej w Łodzi – rzymskokatolicka parafia położona w dekanacie Łódź-Śródmieście w archidiecezji łódzkiej. Położona w Łodzi przy placu Niepodległości.

## Historia
Parafia erygowana 1 września 1996 przez biskupa Władysława Ziółka. Budowę świątyni, według projektu architektów Pawła Marciniaka, Dariusza Witasiaka i Roberta Sobańskiego oraz konstruktora inż. Janusza Freya rozpoczęto latem 1997.

## Kościół parafialny
Kościół parafialny wybudowany został, jako jeden z pierwszych o takim wezwaniu, w pobliżu miejsca (ówczesnego Parku Wenecja), gdzie Święta Faustyna miała widzenie Chrystusa, i skąd udała się na modlitwę do łódzkiej katedry.
Kościół jest zaprojektowany na rzucie wycinka okręgu. Konstrukcja jest tradycyjna, murowana z cegły, ze ścianami zewnętrznymi warstwowymi, oblicówka z cegły klinkierowej. Świątynia została poświęcona 14 października 2001 przez arcybiskupa Władysława Ziółka.

## Ulice należące do parafii
Brzozowa (numery nieparzyste 1-19), Cieszyńska (1-15), Doroty (3-6), Energetyków (1-7 i 2-8), Krucza (1-35 i 2-30), Łomżyńska (1-25), plac Niepodległości, Obywatelska (1-19), Juliusza Ordona 3, Pabianicka (1-37 i 4-20), Piękna (2-22 i 3-29), Piotrkowska (286-294 i 307-315), aleja Politechniki (40-50), Praska (1-7), Stanisława Przybyszewskiego (4-24 i 1-47), plac Władysława Reymonta, Ludomira Różyckiego (1-23 i 2-30), Rzgowska (3-5, 11-15 i 2-6, 12-24), Senatorska (1-5), Sieradzka (1-9), Skrzywana (16-20), Sosnowa (11-31 i 12-32), Szczucińska 2, Stocka (3-13 i 2-14), Suwalska (1-17 i 2-22), Wólczańska (243-265 i 250-262), Zarzewska (1-41 i 2-44).

## Grupy parafialne
Asysta, Grupa Młodzieżowa – Bractwo Miłosierdzia, ministranci, Poradnia Rodzinna, Szkolne Koło Caritas, świetlica parafialna, zespół redakcyjny gazetki parafialnej – Tygodnik Źródło Miłosierdzia, Żywa Róża.